# Casal Vila i Fusté
El Casal Vila i Fusté és una obra eclèctica de Sabadell (Vallès Occidental) protegida com a Bé Cultural d'Interès Local.

## Descripció
Casal, compost de planta baixa, dos pisos, golfa i semisoterrani. Presenta un cos lateral d'una planta d'alçada, i un ampli jardí posterior. Té la coberta accessible amb torratxa central. La façana és austera i noble, amb balconada al primer pis i balcons al segon. A més, està estucada fent un dibuix que imita l'aplacat de pedra i unes bandes horitzontals que marquen les distintes plantes. Les obertures estan emmarcades amb elements de pedra. Cal destacar el treball de ferro forjat de les reixes, la fusteria de la porta i els interiors.